# La Brionne
La Brionne é uma comuna francesa na região administrativa da Nova Aquitânia, no departamento de Creuse. Estende-se por uma área de 7,08 km². Em 2010 a comuna tinha 451 habitantes (densidade: 63,7 hab./km²).